# Balekatte, Magadi
Balekatte là một làng thuộc tehsil Magadi, huyện Ramanagara, bang Karnataka, Ấn Độ.